# Kiekko-Laser
Le Kiekko-Laser est un club de hockey sur glace de Oulu en Finlande.

## Historique
Le club est créé en 2005. Pour la saison 2010-2011, l'équipe est promue au deuxième échelon finlandais après avoir remporté le troisième échelon finlandais et le pool de relégation. Cependant, en décembre 2011 l'équipe annonce sa dissolution à la suite de problèmes financiers.
L'équipe est reformée en 2013 et évolue en III-divisioona qui est le cinquième niveau de hockey sur glace en Finlande. En 2016, l'équipe disparaît de nouveau.